# Tõnis Lukas
Tõnis Lukas est un homme politique estonien né à Tallinn le 5 juin 1962, membre du parti Isamaa (ex IRL). Il est ministre de la Culture du 29 avril 2019 au 26 janvier 2021 et de l'Éducation et de la Recherche du 18 juillet 2022 au 17 avril 2023.

## Biographie

### Jeunesse et formation
En 1980, il termine ses études secondaires au lycée Gustave-Adolphe (et) Tallinn, puis entre à l'école technique 19 pour un an.
Il intègre l'université de Tartu en 1982, dont il ressort diplômé en histoire six ans plus tard. Il y décroche sa maîtrise en 1997, et commence l'année suivante des études doctorales, qu'il poursuit un an seulement.

### Carrière
Il commence par être enseignant à l'école primaire de Rõngu de 1987 à 1989, puis obtient un poste de lecteur à l'université de Tartu, qu'il occupe de 1989 à 1992.
En 1992, Tõnis Lukas est nommé directeur du Musée national estonien. Il démissionne trois ans plus tard.
Il a par ailleurs été gestionnaire de projet à l'université de Tartu pendant un an à partir de 1997.
Marié, père de deux filles et d'un fils, il parle allemand, anglais, français et russe.

## Activité politique

### Ses débuts
Membre du parti de l'Union de la patrie, il est élu au conseil municipal de Tartu en 1993, puis député au Riigikogu deux ans plus tard. En 1996, il devient maire de Tartu et quitte le Parlement. Toutefois, il n'exerce ce mandat qu'un an.

### Ministre et carrière nationale
Il est réélu député en 1999, mais doit aussitôt démissionner, ayant été nommé ministre de l'Éducation dans le second gouvernement de Mart Laar le 25 mars. La coalition menée par celui-ci chute en 2002 et Lukas retrouve son siège de député.
Reconduit au Parlement lors des élections de 2003 et 2007, il abandonne le conseil municipal de Tartu en 2005 et préside l'Union de la patrie (IL) de 2005 à 2006. Il adhère à la nouvelle formation Union pour la patrie et Res Publica (IRL), fondée le 4 juin 2006, dont il est coprésident jusqu'en 2007. 
Le 5 avril 2007, IRL intègre la coalition gouvernementale d'Andrus Ansip, et Tõnis Lukas est nommé ministre de l'Éducation et de la Recherche. Il est élu vice-président d'IRL en mars 2010. Il est remplacé par Jaak Aaviksoo à son ministère en 2011.
En juillet 2022, quand Isamaa rejoint le gouvernement Kaja Kallas II, il est nommé de nouveau ministre de l'Éducation et de la Recherche.

## Prix et distinctions
Il est titulaire de la quatrième classe de l'Ordre du Blason national d'Estonie, pour sa contribution à la restauration de l'indépendance de l'Estonie.